# FCシャーン
FCシャーン（Fußball Club Schaan）は、リヒテンシュタイン・シャーンのサッカークラブ。リヒテンシュタインには全国リーグが存在しないため、越境してスイスリーグに参加している。2009-10シーズンは2. Liga（6部相当）に所属。FCファドゥーツと共同でシャーン・アズーリ（Schaan Azzurri）なるユースクラブも運営している。
クラブは1949年に創設された。リヒテンシュタイン・カップでは3回優勝している。
リヒテンシュタインカップ勝者として出場した1994-1995シーズンのUEFAカップウィナーズカップで、ヨーロッパの大会にデビューした。しかし、初戦でブルガリアのピリン・ブラゴエヴグラト相手に無得点で敗退した。

## タイトル
- リヒテンシュタイン・カップ:3回

1955, 1963, 1994

## 国際試合の戦績
| シーズン | 大会                       | ラウンド     | 対戦クラブ               | ホーム | アウェー | 合計スコア |
| -------- | -------------------------- | ------------ | ------------------------ | ------ | -------- | ---------- |
| 1994–95  | UEFAカップウィナーズカップ | 予選ラウンド | ピリン・ブラゴエヴグラト | 0–1    | 0–3      | 0–4        |